# 红崖村
红崖村（藏語 ：སྟག་འཚེར་，藏语拼音：Dagcêr，廣場上的高地）位于中华人民共和国青海省海东市平安区石灰窑回族乡西南6千米处，属脑山地区，是十四世达赖喇嘛的出生地。